# Discografia de Raul Seixas
Este anexo lista a discografia do cantor brasileiro Raul Seixas.

## Raulzito e os Panteras
| Detalhes                                                                       | Melhores posições | Vendas | Certificações |
| ------------------------------------------------------------------------------ | ----------------- | ------ | ------------- |
| Raulzito e os Panteras - Lançamento: 1968 - Gravadora: EMI-Odeon - Formato: LP | —                 | —      | —             |

## Sociedade da Grã-Ordem Kavernista
| Detalhes | Melhores posições | Vendas | Certificações |
| --- | ----------------- | ------ | ------------- |
| Sociedade da Grã-Ordem Kavernista Apresenta Sessão das 10 - Lançamento: 1971 - Gravadora: CBS - Formato: LP | —                 | —      | —             |

## Carreira Solo

### Álbuns de estúdio
| Detalhes                                                                                            | Melhores posições | Vendas                  | Certificações |
| --------------------------------------------------------------------------------------------------- | ----------------- | ----------------------- | ------------- |
| Os 24 Maiores Sucessos da Era do Rock - Lançamento: 1973 - Gravadora: Philips Records - Formato: LP | —                 | * : 44 mil              | —             |
| Krig-ha, Bandolo! - Lançamento: 1973 - Gravadora: Philips Records - Formato: LP                     | —                 | * : 67 mil              | —             |
| Gita - Lançamento: 1974 - Gravadora: Philips Records - Formato: LP                                  | —                 | * : 143 mil             | * BRA: Ouro   |
| Novo Aeon - Lançamento: 1975 - Gravadora: Philips Records - Formato: LP                             | —                 | * : 60 mil              | —             |
| Há 10 Mil Anos Atrás - Lançamento: 1976 - Gravadora: Philips Records - Formato: LP                  | —                 | * : 100 mil             | —             |
| Raul Rock Seixas - Lançamento: 1977 - Gravadora: Philips Records - Formato: LP                      | —                 | —                       | —             |
| O Dia Em Que a Terra Parou - Lançamento: 1977 - Gravadora: WEA - Formato: LP                        | —                 | —                       | —             |
| Mata Virgem - Lançamento: 1978 - Gravadora: WEA - Formato: LP                                       | —                 | —                       | —             |
| Por Quem os Sinos Dobram - Lançamento: 1979 - Gravadora: WEA - Formato: LP                          | —                 | —                       | —             |
| Abre-te Sésamo - Lançamento: 1980 - Gravadora: CBS - Formato: LP                                    | —                 | * : 42 mil              | —             |
| Raul Seixas - Lançamento: 1983 - Gravadora: Eldorado - Formato: LP                                  | —                 | * : 100 mil             | * BRA: Ouro   |
| Metrô Linha 743 - Lançamento: 1984 - Gravadora: Som Livre - Formato: LP                             | —                 | —                       | —             |
| Uah-Bap-Lu-Bap-Lah-Béin-Bum! - Lançamento: 1987 - Gravadora: Copacabana - Formato: LP               | —                 | * : Entre 100 e 250 mil | * BRA: Ouro   |
| A Pedra do Gênesis - Lançamento: 1988 - Gravadora: Philips Records e Copacabana - Formato: LP       | —                 | —                       | —             |
| A Panela do Diabo (Com Marcelo Nova) - Lançamento: 1989 - Gravadora: WEA - Formato: LP              | —                 | * : 150 mil             | * BRA: Ouro   |

### Álbuns ao vivo
| Detalhes | Melhores posições | Vendas | Certificações |
| --- | ----------------- | ------ | ------------- |
| Hollywood Rock - Lançamento: 1975 - Gravadora: Philips Records - Formato: LP e Fita Cassete                          | —                 | —      | —             |
| Ao Vivo - Único e Exclusivo - Lançamento: 1984 - Gravadora: Gravadora Eldorado - Formato: LP e Fita Cassete          | —                 | —      | —             |
| Eu Raul Seixas - Lançamento: 1991 - Gravadora: Philips Records - Formato: LP, Fita Cassete e CD                      | —                 | —      | —             |
| Se o Rádio não Toca... - Lançamento: 1994 - Gravadora: Gravadora Eldorado - Formato: LP, Fita Cassete e CD           | —                 | —      | —             |
| Isso Aqui não é Woodstock, mas um dia pode ser - Lançamento: 2016 - Gravadora: Gravadora Eldorado - Formato: LP e CD | —                 | —      | —             |

### Compactos

#### Simples (Single)
| Ano  | Compacto                                                                                    | Melhores posições | Vendas      | Álbum                         |
| ---- | ------------------------------------------------------------------------------------------- | ----------------- | ----------- | ----------------------------- |
| 1972 | Let me Sing, Let me Sing                                                                    | —                 | —           | Os Grandes Sucessos Do FIC 72 |
| 1973 | Ouro de Tolo                                                                                | —                 | * : 180 mil | Krig-ha, Bandolo!             |
| 1974 | Gita                                                                                        | —                 | * : 250 mil | Gita                          |
| 1974 | Como Vovó já Dizia                                                                          | —                 | —           | O Rebu                        |
| 1976 | Eu Nasci Há 10 Mil Anos Atrás                                                               | —                 | * : 100 mil | Há 10 Mil Anos Atrás          |
| 1977 | O Dia em que a Terra Parou                                                                  | —                 | —           | O Dia em que a Terra Parou    |
| 1978 | Maluco Beleza                                                                               | —                 | —           | O Dia em que a Terra Parou    |
| 1978 | Maluco Beleza / Maluco Beleza (Promocional)                                                 | —                 | —           | O Dia em que a Terra Parou    |
| 1978 | Judas / Magia de Amor                                                                       | —                 | —           | Mata Virgem                   |
| 1979 | Movido a Álcool / Por Quem os Sinos Dobram                                                  | —                 | —           | Por Quem os Sinos Dobram      |
| 1980 | Abre-te Sésamo / Abre-te Sésamo                                                             | —                 | —           | Abre-te Sésamo                |
| 1980 | Anos 80 / Minha Viola                                                                       | —                 | —           | Abre-te Sésamo                |
| 1983 | Carimbador Maluco                                                                           | —                 | —           | Raul Seixas                   |
| 1983 | Coração Noturno / D.D.I. (Discagem Direta Interestelar)                                     | —                 | —           | Raul Seixas                   |
| 1987 | Muita Estrela, Pouca Constelação / Muita Estrela, Pouca Constelação (com o Camisa de Vênus) | —                 | —           | Duplo Sentido                 |
| 1988 | Não Quero mais Andar na Contramão (No No Song)                                              | —                 | —           | A Pedra do Gênesis            |
| 1989 | Carpinteiro do Universo (com Marcelo Nova)                                                  | —                 | —           | A Panela do Diabo             |
| 1989 | Pastor João e a Igreja Invisível (com Marcelo Nova)                                         | —                 | —           | A Panela do Diabo             |
| 1993 | Mosca na Sopa / 72 en 92 (com Jay Anthony Vaquer)                                           | —                 | —           | —                             |
| 1998 | Morning Train                                                                               | —                 | —           | Documento                     |
| 1998 | É Fim de Mês                                                                                | —                 | —           | Documento                     |

#### Duplos (EP)
| Ano  | Compacto Duplo | Melhores posições | Álbum                      |
| ---- | --- | ----------------- | -------------------------- |
| 1973 | Krig-Ha, Bandolo! Lado A: Dentadura Postiça / Mosca na Sopa Lado B: Al Capone / Metamorfose Ambulante                  | —                 | Krig-ha, Bandolo!          |
| 1974 | Medo da Chuva Lado A: Medo da Chuva / Sociedade Alternativa Lado B: Como Vovó já Dizia / O Trem das Sete               | —                 | Gita O Rebu                |
| 1975 | Novo Aeon Lado A: Tente Outra Vez / Para Nóia Lado B: A Maçã / Peixuxa (O Amiguinho dos Peixes)                        | —                 | Novo Aeon                  |
| 1977 | Há 10 Mil Anos Atrás Lado A: Eu Também Vou Reclamar / Ave Maria da Rua Lado B: Eu Nasci Há 10 Mil Anos Atrás / O Homem | —                 | Há 10 Mil Anos Atrás       |
| 1978 | Maluco Beleza Lado A: Você / Maluco Beleza Lado B: Sapato 36 / O Dia em que a Terra Parou                              | —                 | O Dia em que a Terra Parou |
| 1993 | A Maçã / Como Vovó Já Dizia / Sociedade Alternativa / Gita                                                             | —                 | —                          |

### Coletâneas
- 1981 - O Melhor De Raul Seixas
- 1982 - A arte de Raul Seixas
- 1983 - O Pacote Fechado de Raul Seixas
- 1985 - Let Me Sing My Rock And Roll
- 1985 - Raul Seixas Rock
- 1986 - Caminhos
- 1986 - Raul Rock Seixas Volume 2
- 1987 - Caroço de Manga
- 1988 - Metamorfose Ambulante
- 1988 - O Segredo do Universo
- 1988 - Raul Seixas Para Sempre
- 1990 - Raul Seixas - Personalidade - The Best of Brazil
- 1990 - Maluco Beleza
- 1991 - As Profecias (Contém uma faixa inédita)
- 1992 - O Baú do Raul
- 1993 - Os Grandes Sucessos de Raul Seixas
- 1994 - Minha História
- 1995 - Geração Pop Vol.2: Raul Seixas
- 1996 - MPB Compositores 4: Raul Seixas
- 1997 - As Melhores do Maluco Beleza
- 1998 - Documento
- 1998 - 20 Grandes Sucessos de Raul Seixas
- 1998 - Preferência Nacional
- 1998 - Música! O Melhor da Música de Raul Seixas
- 1999 - Brilhantes: Raul Seixas
- 1999 - Millennium: Raul Seixas
- 2000 - Areia da Ampulheta
- 2000 - Enciclopedia Musical Brasileira
- 2001 - Warner 25 Anos: Raul Seixas
- 2002 - Série Identidade: Raul Seixas
- 2002 - Série Gold: Raul Seixas
- 2003 - Anarkilópolis (Contém duas faixas inéditas)
- 2004 - Essential Brasil: Raul Seixas
- 2005 - O Baú do Raul Revirado (álbum com raridades vendido somente com o livro de mesmo nome)
- 2005 - Novo Millennium: Raul Seixas
- 2005 - Série Bis: Raul Seixas
- 2006 - Warner 30 Anos: Raul Seixas
- 2008 - Sem Limite: Raul Seixas
- 2009 - 20 Anos sem Raul Seixas (Reedição de Documento com uma faixa inédita extra)
- 2011 - MPB no JT

### Caixas
- 1995 - Série Grandes Nomes: Raul (Caixa com 4 CDs e livreto ilustrado)
- 2002 - Maluco Beleza (Caixa com 6 CDs e livro ilustrado)
- 2009 - 10.000 Anos à Frente (Reedição da caixa Maluco Beleza)

## Participações

### Trilhas sonoras

#### Filmes
- 1987 - Dedé Mamata
- 1996 - Quem Matou Pixote?
- 2002 - Cidade de Deus

#### Novelas
- 1973 - A Volta de Beto Rockfeller - Rede Tupi
- 1973 - Rosa dos Ventos - Rede Tupi
- 1974 - O Rebu - Rede Globo
- 1987 - Brega & Chique - Rede Globo
- 1993 - Mulheres de Areia - Rede Globo
- 2009 - Viver a Vida (telenovela) - Rede Globo
- 2011 - Amor e Revolução - SBT
- 2012 - Guerra dos Sexos - Rede Globo
- 2013 - Pé na Cova - Rede Globo
- 2014 - Patrulha Salvadora - SBT
- 2014 - Vitória - Rede Record

Séries
- 2018 - Carcereiros - Rede Globo

#### Musicais televisivos
- 1983 - Plunct, Plact, Zuuum - Rede Globo
- 1984 - Plunct, Plact, Zuuum... 2 - Rede Globo

### Outros álbuns
- 1972 - Carnaval Chegou (Coletânea com vários artistas. Raul canta a faixa Eterno Carnaval)
- 1973 - Phono 73 – O canto de um povo (LP gravado ao vivo em 1973 com vários artistas da gravadora Philips. Raul aparece com a música Loteria de Babilônia)
- 1973 - Eu Quero É Botar meu Bloco na Rua - Álbum do cantor e compositor Sérgio Sampaio, com produção de Raul Seixas e participação nos vocais na faixa "Viajei de Trem".
- 1979 - O Banquete dos Mendigos (LP duplo gravado ao vivo em 1973 com vários artistas. Raul aparece com a faixa Cachorro Urubu)
- 1987 - Duplo Sentido (LP duplo da banda baiana Camisa de Vênus no qual Raul canta na faixa Muita Estrela, Pouca Constelação)
- 1995 - Vida e Obra de Johnny McCartney - Álbum do cantor e compositor Leno, gravado (e censurado) em 1971. Raulzito (Raul Seixas) participa na produção, composições e vocais.

## Tributos
- 2001 - Zé Ramalho Canta Raul Seixas
- 2004 - O Baú do Raul: Uma Homenagem a Raul Seixas